# Lauri Nevalainen
Lauri Armas Nevalainen (født 24. januar 1927 i Kotka, død 31. juli 2005) var en finsk roer.
Nevalainen deltog sammen med fætrene Veikko og Oiva Lommi samt Kauko Wahlsten i OL 1952 i Helsinki i firer uden styrmand. Den finske båd blev nummer to i indledende heat, men nummer fire og sidst i semifinalen. Derpå vandt de deres semifinaleopsamlingsheat og kvalificerede sig dermed til finalen. Her var den jugoslaviske båd hurtigst og vandt guld foran Frankrig, der fik sølv, mens finnerne blev nummer tre og dermed vandt den første finske medalje i roning i den olympiske historie.

## OL-medaljer
- 1952:  Bronze i firer uden styrmand